# مارک هیپ
مارک هیپ (انگلیسی: Mark Heap؛ زادهٔ ۱۳ مهٔ ۱۹۵۷) یک هنرپیشه، کمدین و صداپیشه اهل بریتانیا است. وی از سال ۱۹۸۷ میلادی تاکنون مشغول فعالیت بوده‌است.
از فیلم‌ها یا برنامه‌های تلویزیونی که وی در آن نقش داشته است می‌توان به غبار ستاره، بچه کلسیم و افسانه‌های واهی اشاره کرد.